# リラックス (映画)
『リラックス』（原題: Relax... It's Just Sex）は、1998年に製作されたアメリカ合衆国の映画。
日本では1999年7月16日と18日に第8回東京国際レズビアン&ゲイ映画祭にて上映された。

## キャスト
- ターラ：ジェニファー・ティリー
- ジャヴィ：エディ・ガルシア
- エミール：シーモア・カッセル
- サリーナ：シンダ・ウイリアムス
- メーガン：セレナ・スコット・トーマス
- ヴィンス：ミッチェル・アンダーソン
- バズ：テレンス・'TC'・カーソン
- アンティ：ポール・ウィンフィールド
- ディエゴ：クリストファー・クリーヴランド
- ガス：ティモシー・ポール・ペレズ
- ロビン：ロリ・ペティ